# Сидоров, Евгений Васильевич
Евгений Васильевич Сидоров (род. 3 мая 1956, Москва) — советский и российский футболист, полузащитник и нападающий. Известен по выступлениям за клуб «Спартак» Москва. Мастер спорта СССР международного класса (1979).

## Биография
Воспитанник московского ФШМ. Действовал на позиции нападающего и левого полузащитника.
Быстрый и ловкий, хорошо владел дриблингом, разнообразными обманными движениями. Ему часто удавались фланговые рейды по флангу с последующими нацеленными передачами в штрафную площадь соперников. Умело взаимодействовал с партнёрами.

## Выступления за сборную
Сыграл один матч в составе сборной СССР:
- 26 марта 1980. Товарищеский матч. Болгария — СССР 1:3. 10 минут, вышел на замену

После завершения игровой карьеры футбольный тренер. С 2004 года — в академии московского «Спартака» старший тренер команды 2007 года рождения, тренер команды 2011 года рождения.

## Достижения
- Чемпион СССР: 1979
- Серебряный призёр чемпионата СССР: 1980, 1981, 1984, 1985
- Победитель первой лиги СССР: 1977
- Чемпион Спартакиады народов СССР: 1979